# Onisimus nanseni
Onisimus nanseni is een vlokreeftensoort uit de familie van de Uristidae. De wetenschappelijke naam van de soort is voor het eerst geldig gepubliceerd in 1900 door Sars.